# 奴
奴（やっこ）は、江戸時代の武家の下僕のこと。『古事記』が編纂された古代においては奴は奴隷階級を意味したと考えられる。

## 特色

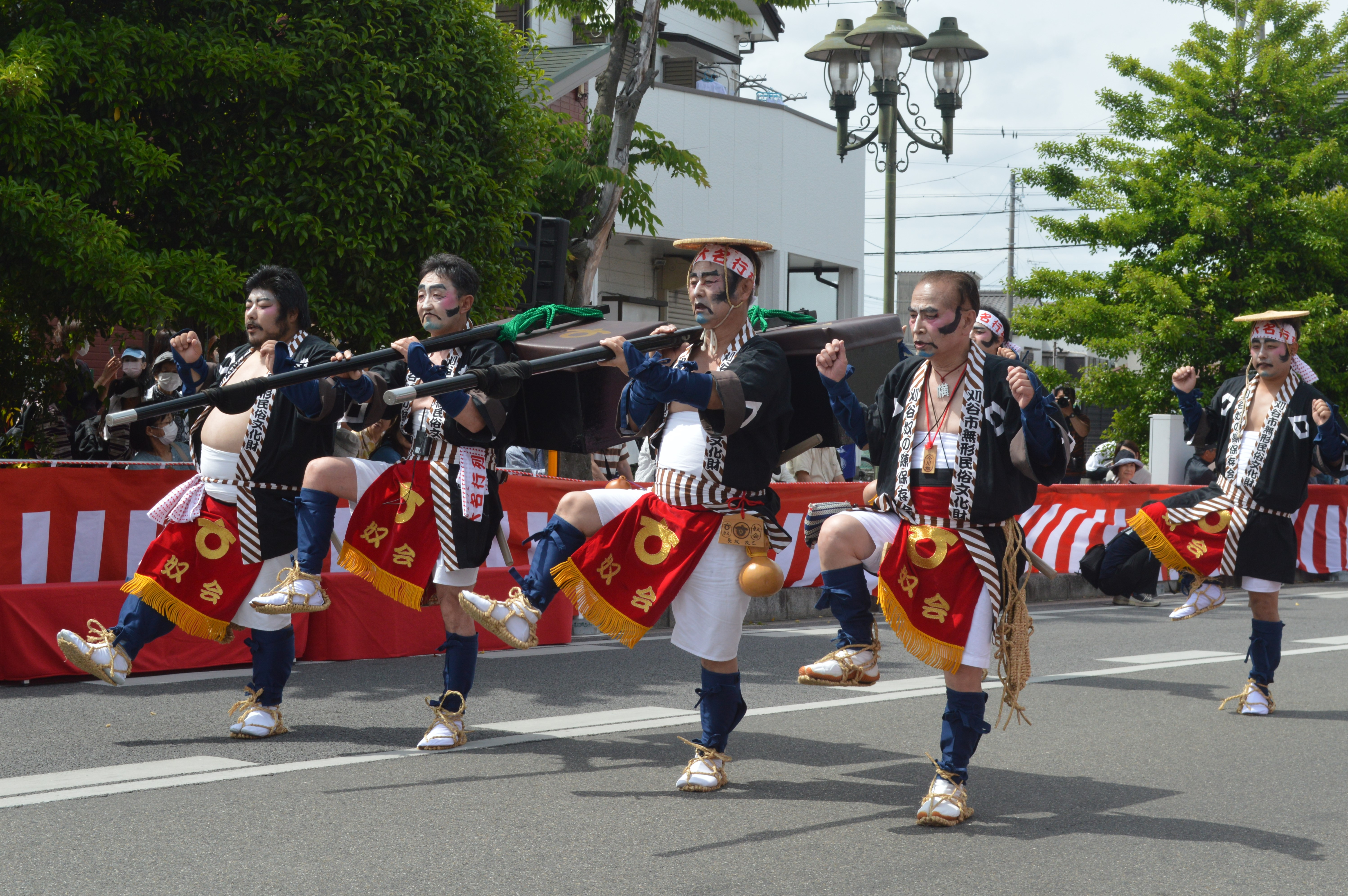
奴振り（愛知県刈谷市）

武家に働く者の中でも低い身分にあたり、「中間（ちゅうげん）」や「折助（おりすけ）」と呼ばれていた武家奉公人の蔑称である。古代の奴婢制度の奴、及び「家つ子」（やつこ）が語源とされる。「ヤケ＝家の子」の意味に注目すると、ギリシア語でもラテン語でも「家の人」と言う意味を有する言葉は「奴隷」を指す。
奴の仕事には農民や一般町民の二男三男など、家の仕事を継げない者が雇われ、武士が出かける時の荷物持ちほか、雑務をこなしていた。。
奴のお仕着せの半纏（はんてん）には、主家の家紋ではなく、大きな四角形を染めた。この紋所は「釘抜紋」と言い、座金を写した四角い形から、食材を大きめの立方体に切ることを「奴に切る」と表現する。常温または冷やした豆腐を奴に切って供する「冷奴」、温めると熱奴や湯奴などと呼ぶ。
正月に凧揚げをする際に見かける「奴凧（やっこだこ）」は、奴が半纏の筒袖の端を指でつまみ、左右に腕を広げた（袖を張った）姿を模し、袖を袋状に貼って安定装置にしてある。
また男性の芸人、さらに遊廓や花柳界の女性がこの身分の男性の言行をまねたことから遊女や芸者を「○○奴」と呼び、現在も芸名に用いられる。

## 作品中の奴
歌舞伎、歌舞伎舞踊、祭りの大名行列等には、たびたび上記の奴の扮装をした『繻子奴』（しゅすやっこ）が登場する。服装は釘抜き紋の綿入れ半纏に太い丸ぐけ（帯）を締め、伊達下がりを見せて武家ではない事を示し、足袋は黒または暗色の場合が多い。その勇ましさを写した端唄に『奴さん』という曲がある。

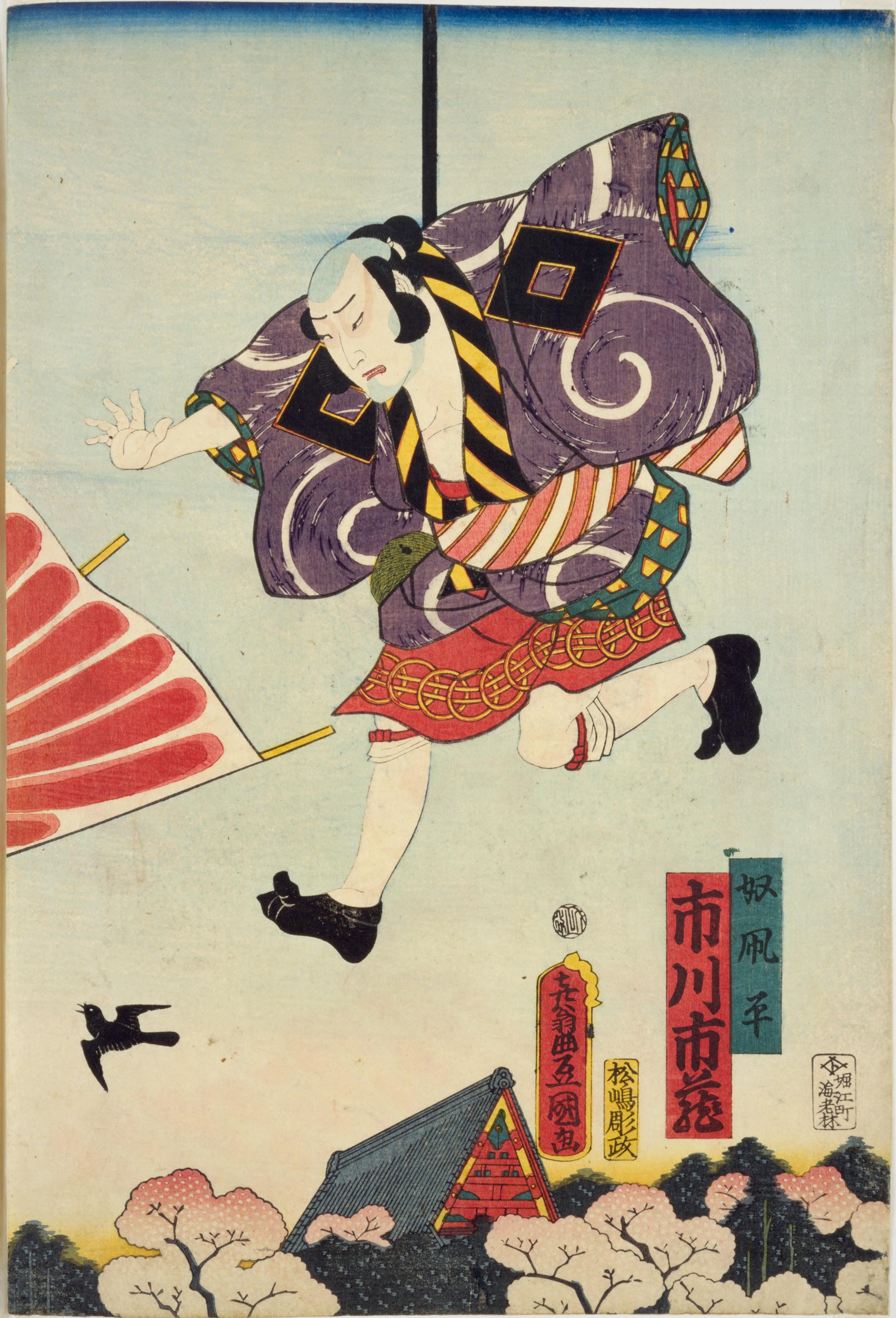
錦絵「奴凧平」（やっこたこべえ）（草双紙『豊国画帖』、江戸時代後期）[注釈 3]
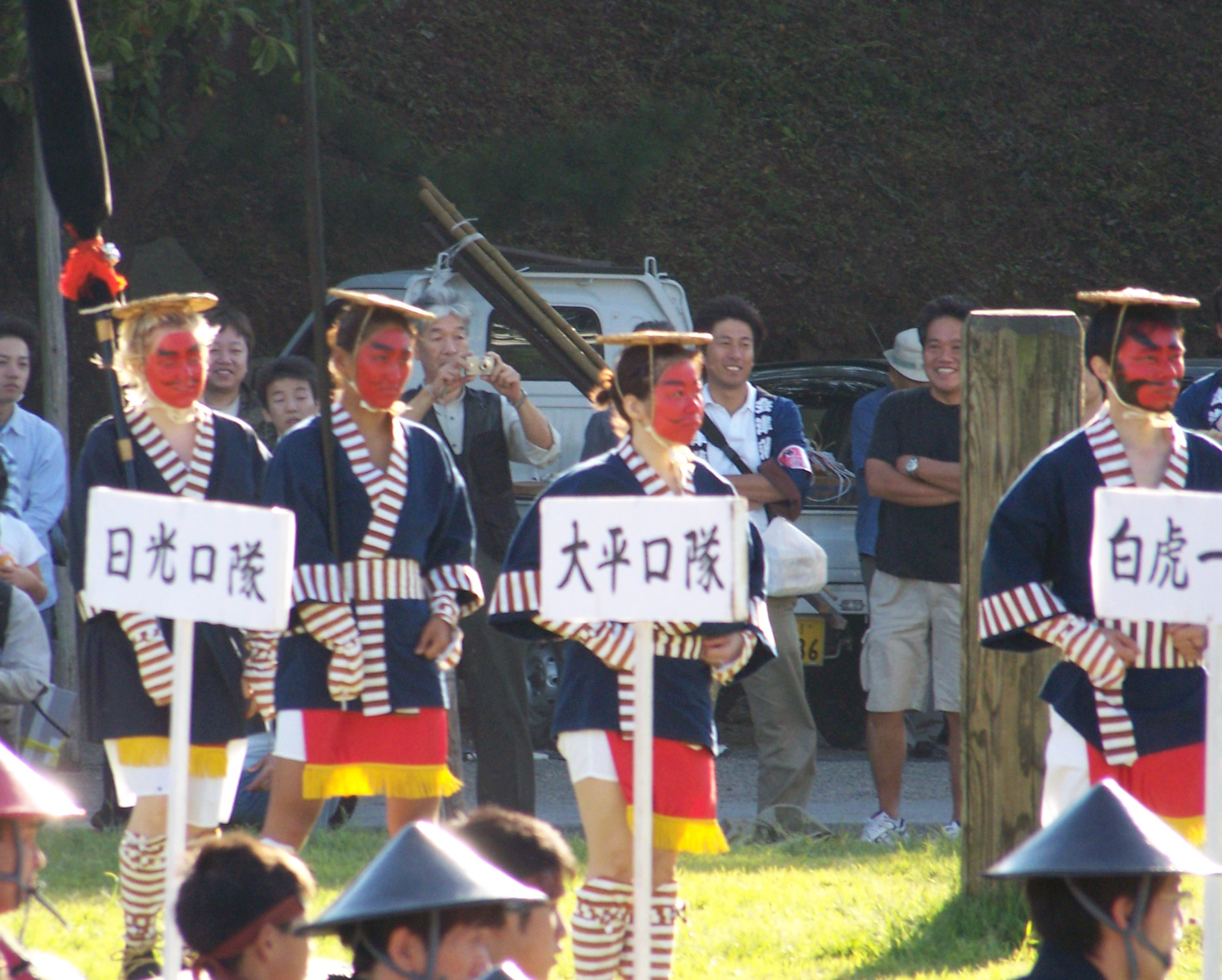
奴に扮した時代行列の出場者。赤く塗った顔の化粧は力持ちの象徴。 (大名行列、会津若松市)
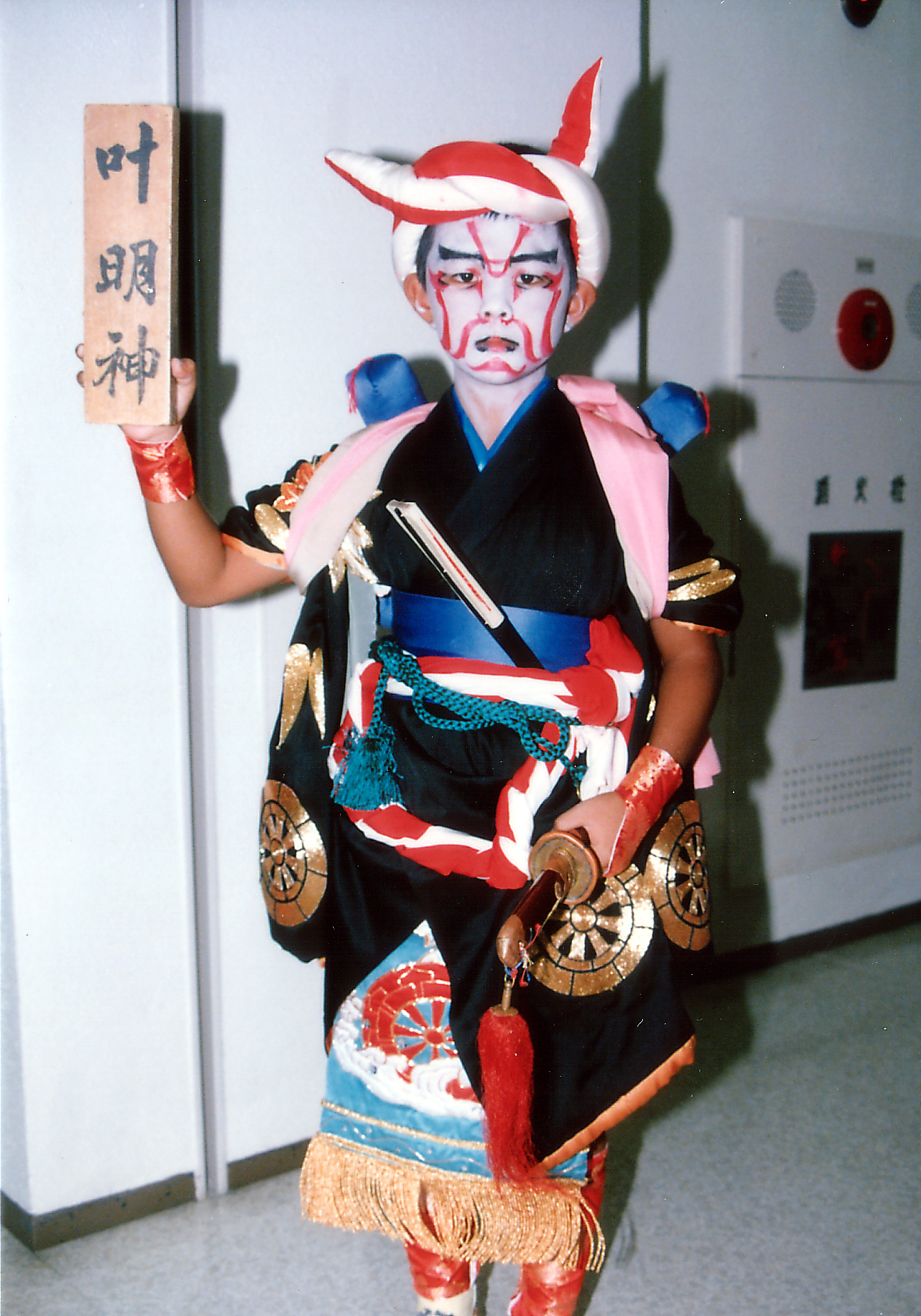
伊達下がりをしめ、和藤内に扮した出場者。 (虎踊り、横須賀市)